# Sweet Soul Music
Sweet Soul Music (englisch für „Süße Soulmusik“) ist ein Lied des US-amerikanischen Soulsängers Arthur Conley aus dem Jahr 1967.

## Entstehung und Veröffentlichung
Geschrieben wurde das Lied vom Interpreten selbst, zusammen mit den Koautoren Sam Cooke und Otis Redding. Letzterer zeichnete zudem auch für die Produktion verantwortlich.
Die Erstveröffentlichung von Sweet Soul Music erfolgte im Januar 1967 als Promo-Single bei Atco Records in den Vereinigten Staaten (Katalognummer: 6463). Am 1. Februar desselben Jahres erschien es als 7″-Single mit der B-Seite Let’s Go Steady (Katalognummer: 45-6463). Im gleichen Jahr erschien das Lied auch als Teil von Conleys gleichnamigen Debütalbum (Katalognummer: 33-215). In Australien erschien zudem eine EP, deren Haupttitel Sweet Soul Music ist (Katalognummer: Atlantic AX-11,324). Während in Spanien im Jahr 1969 eine 7″-Single mit der B-Seite Shake, Rattle & Roll (Katalognummer: Atlantic H 548) erschien, wurde die Originalsingle im Jahr 1981 nochmals im Vereinigten Königreich veröffentlicht (Katalognummer: Atlantic K 10108).

## Inhalt
Das Lied ist eine Hommage an die Soulmusik seiner Zeit. Im Wesentlichen ist die Melodie von Sweet Soul Music an Sam Cookes Lied Yeah Man aus dem Jahr 1965 angelehnt. Der Anfang basiert auf Elmer Bernstein Filmmusik zu Die glorreichen Sieben aus dem Jahr 1960. Darüber hinaus finden sich Teil von Otis Reddings Fa-Fa-Fa-Fa-Fa (Sad Song) (1966) hierin wieder.
James Brown wird in dem Lied unter anderem als der „König von allen“ beschrieben; am Ende wird zudem festgestellt: „Otis Redding hat’s drauf“.

## Kommerzieller Erfolg

### Chartplatzierungen
| ChartsChartplatzierungen       | Höchstplatzierung | Wochen/ Monate |
| ------------------------------ | ----------------- | -------------- |
| Deutschland (GfK)              | 29 (1,5 Mt.)      | 1,5 Mt.        |
| Vereinigte Staaten (Billboard) | 2 (15 Wo.)        | 15 Wo.         |
| Vereinigtes Königreich (OCC)   | 7 (14 Wo.)        | 14 Wo.         |

### Auszeichnungen für Musikverkäufe
| Land/Region                  | Auszeichnungen für Musikverkäufe (Land/Region, Auszeichnung, Verkäufe) | Verkäufe  |
| ---------------------------- | ---------------------------------------------------------------------- | --------- |
| Vereinigte Staaten (RIAA)    | Gold                                                                   | 1.000.000 |
| Vereinigtes Königreich (BPI) | Silber                                                                 | 200.000   |
| Insgesamt                    | 1× Silber · 1× Gold ·                                                  | 1.200.000 |

## Coverversionen
- 1967: The Mystics
- 1968: The Soul Brothers
- 1969: Ike & Tina Turner (Gimme Some Loving/Sweet Soul Music)
- 1969: The Gladiators
- 1974: The Electric Flag
- 1975: Tracy Nelson
- 1977: The Jam
- 1989: Rod Stewart
- 1991: Jimmy Barnes
- 1993: Percy Sledge
- 2005: John Farnham feat. Tom Jones